# Rebel Yell
Der Rebel Yell (etwa „Schrei der Rebellen“) war ein Schlachtruf der Konföderierten während des Amerikanischen Bürgerkrieges.

## Ursprung
Es ist nicht zweifelsfrei geklärt, woher der Rebel Yell stammt. Oft wurde ihm ein indianischer Ursprung nachgesagt, denn einige texanische Einheiten vermischten den Rebel Yell mit verschiedenen Kriegsrufen der Comanchen.
Einer anderen Theorie zufolge ist er keltischen Ursprungs und stellt eine kriegerische Umdeutung traditioneller Hunde- und Hüterufe, also von mündlichen Jagd- und Hirtensignalen dar. Der Rebel Yell stünde in diesem Falle in einer langen Traditionslinie keltischen Schlachtgeschreis, die bis in die Antike zurück bezeugt ist. Diese Annahme ist umso wahrscheinlicher, da ein großer Teil der Bevölkerung der Südstaaten keltischer, also schottischer, irischer oder walisischer Abstammung war und ist.

## Klang
Die exakte Lautgestalt des Rebel Yell ist ebenso ungewiss, allerdings existieren verschiedene Beschreibungen und Tonaufnahmen. Letztere stammen unter anderem von den Feierlichkeiten von 1938 anlässlich des 75. Jahrestages der Schlacht von Gettysburg. Einer Beschreibung nach hörte er sich an wie eine Mischung zwischen dem Schrei eines Indianers und einem heulenden Wolf. Ein Veteran der Nordstaaten beschrieb ihn nach dem Krieg folgendermaßen: Einen derartigen Schrei gibt es diesseits der Hölle kein zweites Mal. [...] Er bohrt sich einem durch Mark und Bein wie ein Korkenzieher. Man muss ihn gehört haben, um das zu verstehen. James M. McPherson beschreibt ihn in seinem Standardwerk über den Bürgerkrieg, Für die Freiheit sterben, als einen unheimlich gellenden Schrei, der die Luft zerschneidet.

## Trivia
- H. Allen Smith veröffentlichte 1954 einen kurzen humoristischen Roman über die Südstaaten mit dem Titel The Rebel yell: Being a carpetbagger's̓ attempt to establish the truth concerning the screech of the Confederate soldier plus lesser matters appertaining to the peculiar habits of the South.
- Die Racing-Holzachterbahn Rebel Yell in den USA wurde nach dem Rebel Yell der Konföderierten benannt.
- Rebel Yell ist auch der Name eines Bourbon Whiskeys, und der Song Rebel Yell des Rocksängers Billy Idol ist wiederum nach dem Whiskey benannt.

## Aufnahmen
- Videoaufnahme von Bürgerkriegsveteranen aus den 1930ern
- Ausschnitt aus Ken Burns Dokumentation Der Amerikanische Bürgerkrieg; ab Minute 2:30 (schooltube)
- Dokumentation auf youtube
- Website mit Tonaufnahme des Rebel Yell